# Hasarius albocircumdatus
Hasarius albocircumdatus är en spindelart som först beskrevs av Koch L. 1881.  Hasarius albocircumdatus ingår i släktet Hasarius och familjen hoppspindlar. Inga underarter finns listade i Catalogue of Life.